# 結蛇鰻
結蛇鰻，為輻鰭魚綱鰻鱺目糯鰻亞目蛇鰻科的其中一種，分布於中東太平洋的哥倫比亞海域，棲息深度可達2公尺，體長可達40.6公分，棲息於沙底質淺海域，屬肉食性，生活習性不明。

## 擴展閱讀
維基物種上的相關：結蛇鰻